# オシェイン・ベイリー
オシェイン・アンドレ・ベイリー（Oshane Andre Bailey、1989年9月8日 ‐ ）は、ジャマイカ・キングストン出身の陸上競技選手。専門は短距離走。100mで10秒11の自己ベストを持つ。2013年モスクワ世界選手権男子4×100mリレーの金メダリストである（予選のみ出場）。

## 経歴

### 2008年
8月のブィドゴシュチュ世界ジュニア選手権（現・世界U20選手権）男子4×100mリレー決勝で1走（ベイリー、デクスター・リー、ニッケル・アシュミード、ヨハン・ブレーク）を務め、39秒25をマークしての銀メダル獲得に貢献した。

### 2010年
6月のジャマイカ選手権男子100m決勝で10秒14（+0.9）の自己ベスト（当時）をマーク。ウサイン・ボルト、アサファ・パウエル、ネスタ・カーターなどは不在だったものの、マイケル・フレイター（10秒16）らに競り勝ち初優勝を成し遂げた。
7月の中米カリブ競技大会でシニア代表デビューを果たすと、男子100mは10秒20（+0.7）の4位に終わり、3位とは0秒05差でメダルを逃した。男子4×100mリレーでは決勝で2走を務め、38秒78をマークしての銀メダル獲得に貢献した。
10月の英連邦競技大会（コモンウェルスゲームズ）に出場すると、男子100m2次予選を自己ベスト（10秒11）に迫る10秒12（+0.9）で突破。準決勝も突破して決勝に進出したが、準決勝でハムストリングスを負傷したため決勝は棄権した。

### 2013年
8月のモスクワ世界選手権でシニアの世界大会デビューを果たすと、男子4×100mリレー予選でアンカー（ネスタ・カーター、ケマー・ベイリー＝コール、ウォーレン・ウィア、ベイリー）を務め、38秒17をマークしての決勝進出に貢献したが、決勝での出番はなかった。ジャマイカは決勝で金メダルを獲得し、予選を走ったベイリーもメダルを手にした。

### 2017年
4月の世界リレー男子4×200m決勝で2走（ニッケル・アシュミード、ベイリー、ラシード・ドワイヤー、ヨハン・ブレーク）を務め、1分21秒09をマークしての銅メダル獲得に貢献した。

## 自己ベスト
記録欄の（　）内の数字は風速（m/s）で、+は追い風、-は向かい風を意味する。
| 種目 | 記録           | 年月日        | 場所             | 備考           |
| 屋外 | 屋外           | 屋外          | 屋外             | 屋外           |
| ---- | -------------- | ------------- | ---------------- | -------------- |
| 60m  | 6秒60 (+1.7)   | 2016年1月30日 | キングストン     |                |
| 100m | 10秒11 (+1.7)  | 2010年7月9日  | ミラマー         |                |
| 100m | 10秒06w (+3.6) | 2012年5月19日 | クレアモント     | 追い風参考記録 |
| 200m | 20秒42 (+0.6)  | 2016年4月16日 | キングストン     |                |
| 室内 |                |               |                  |                |
| 60m  | 6秒64          | 2016年2月19日 | ファイエットビル |                |

## 主要大会成績
備考欄の記録は当時のもの
| 年   | 大会                                       | 場所               | 種目    | 結果   | 記録            | 備考       |
| ---- | ------------------------------------------ | ------------------ | ------- | ------ | --------------- | ---------- |
| 2006 | 中米カリブジュニア選手権 (en)              | ポートオブスペイン | 4x100mR | 優勝   | 40秒49 (2走)    |            |
| 2008 | 世界ジュニア選手権                         | ブィドゴシュチュ   | 4x100mR | 2位    | 39秒25 (1走)    |            |
| 2010 | 北中米カリブU23選手権 (en)                 | ミラマー           | 100m    | 2位    | 10秒11 (+1.7)   | 自己ベスト |
| 2010 | 北中米カリブU23選手権 (en)                 | ミラマー           | 4x100mR | 2位    | 39秒36 (1走)    |            |
| 2010 | 中米カリブ競技大会 (en)                    | マヤグエス         | 100m    | 4位    | 10秒20 (+0.7)   |            |
| 2010 | 中米カリブ競技大会 (en)                    | マヤグエス         | 4x100mR | 2位    | 38秒78 (2走)    |            |
| 2010 | 英連邦競技大会 (en)                        | デリー             | 100m    | 決勝   | DNS             |            |
| 2011 | 中米カリブ選手権 (en)                      | マヤグエス         | 100m    | 4位    | 10秒28 (-0.5)   |            |
| 2011 | 中米カリブ選手権 (en)                      | マヤグエス         | 4x100mR | 優勝   | 38秒81 (4走)    |            |
| 2011 | パンアメリカン競技大会 (en)                | グアダラハラ       | 100m    | 準決勝 | DQ              |            |
| 2011 | パンアメリカン競技大会 (en)                | グアダラハラ       | 4x100mR | 予選   | DQ (2走)        |            |
| 2013 | 中米カリブ選手権 (en)                      | モレリア           | 100m    | 予選   | 10秒30 (+1.2)   |            |
| 2013 | 中米カリブ選手権 (en)                      | モレリア           | 4x100mR | 2位    | 38秒86 (1走)    |            |
| 2013 | 世界選手権                                 | モスクワ           | 4x100mR | 予選   | 38秒17 (4走)    | 決勝進出   |
| 2014 | パンアメリカン スポーツフェスティバル (en) | メキシコシティ     | 100m    | 4位    | 10秒39 (-1.3)   |            |
| 2015 | パンアメリカン競技大会 (en)                | トロント           | 4x100mR | 予選   | 38秒75 (3走)    | 決勝進出   |
| 2015 | 北中米カリブ選手権 (en)                    | サンホセ           | 4x100mR | 優勝   | 38秒07 (3走)    | 大会記録   |
| 2017 | 世界リレー (en)                            | ナッソー           | 4x200mR | 3位    | 1分21秒09 (2走) |            |
| 2018 | 英連邦競技大会 (en)                        | ゴールドコースト   | 100m    | 準決勝 | 10秒32 (-0.8)   |            |
| 2018 | 英連邦競技大会 (en)                        | ゴールドコースト   | 4x100mR | 3位    | 38秒35 (2走)    |            |